# Niveotectura
Genre
Niveotectura est un genre de mollusques de la classe des gastéropodes.

## Liste d'espèces

### SelonNCBI(24 juil. 2011)[1]
- Niveotectura pallida

### SelonWorld Register of Marine Species(24 juil. 2011)[2]
- Niveotectura funiculata (Carpenter, 1864)
- Niveotectura pallida (Gould, 1859)

### SelonITIS(24 juil. 2011)[3]
- Niveotectura funiculata (Carpenter, 1864)